# Оксид марганцю(II,III)
Окси́д ма́рганцю(II,III), манган(II,III) оксид — змішаний оксид складу MnO·Mn2O3 (або Mn3O4). Являє собою коричнево-чорні кристали.

## Поширення у природі

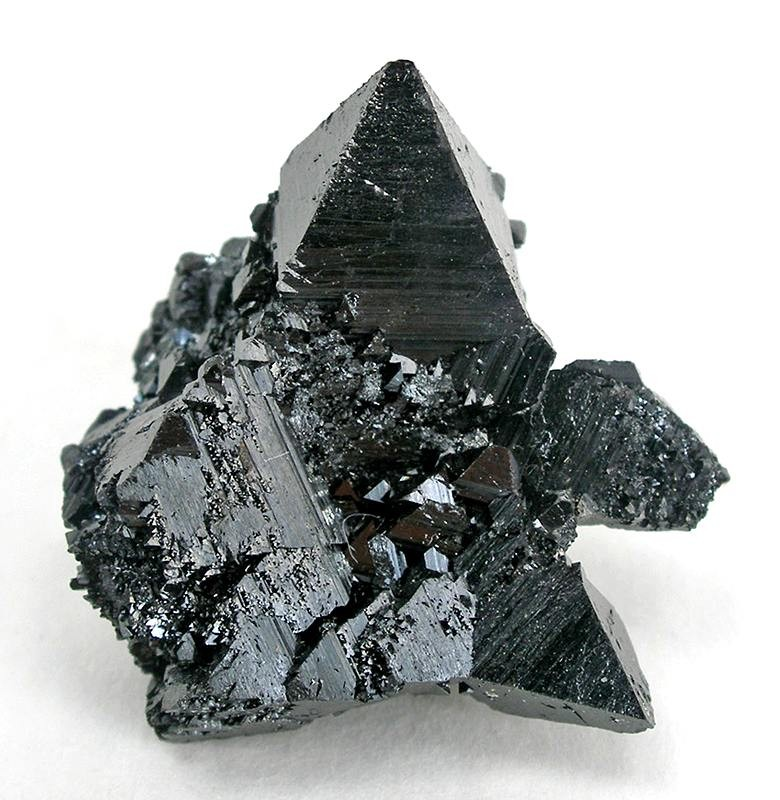
Гаусманіт

Оксид Mn3O4 поширений у природі у вигляді мінералу гаусманіту.

## Отримання
Оксид марганцю(II,III) можна отримати окисненням марганцю, а також розкладанням або частковим відновленням оксиду марганцю(III):
{\displaystyle \mathrm {3Mn+O_{2}{\xrightarrow {800^{o}C}}Mn_{3}O_{4}} }
{\displaystyle \mathrm {6Mn_{2}O_{3}{\xrightarrow {940-1090^{o}C}}4Mn_{3}O_{4}+O_{2}} }
{\displaystyle \mathrm {3Mn_{2}O_{3}+H_{2}{\xrightarrow {<230^{o}C}}2[MnO\cdot Mn_{2}O_{3}]+H_{2}O} }